# トンマーゾ3世・ディ・サヴォイア
トンマーゾ3世・ディ・サヴォイア（イタリア語：Tommaso III di Savoia, 1246年ごろ - 1282年5月16日）は、ピエモンテ領主。1268年よりサヴォイア伯位を主張した。

## 生涯
トンマーゾ3世はピエモンテ領主トンマーゾ2世とローマ教皇インノケンティウス4世の姪ベアトリーチェ・フィエスキの長男である。1259年に父トンマーゾ2世が死去し、ピエモンテ領主となった。
1263年に従兄弟サヴォイア伯ボニファーチョが死去し、15歳であったトンマーゾ3世は自身を後継者と考え、伯領と家長の座を要求した。しかし、父の弟でこれまでほとんどイングランドに住んでおり嗣子がいなかったピエトロ2世がサヴォイア伯とされた。1268年にピエトロ2世が死去した後にもトンマーゾ3世は伯位を主張したが、父の末弟で嗣子のいないリヨン大司教フィリッポ1世が伯領を継承しサヴォイア伯と認められた。
トンマーゾ3世はトンマーゾ2世の長男で継承者であったため、叔父たちが伯位を継承したことを不当であるとして、伯位の継承を主張し続けたが失敗に終わった。
トンマーゾ3世は1274年に叔父フィリッポ1世の継娘ギヨンヌ・ド・ブルゴーニュと結婚し、以下の5子をもうけた。ギヨンヌはフィリッポ1世の妃ブルゴーニュ女伯アリックスの初婚で生まれた娘であった。
- フィリッポ（1278年 - 1334年） - サヴォイア＝アカイア家（1285年 - 1418年）の祖[1]
- ピエトロ（1332年没）[1] - リヨン大司教
- トンマーゾ[1]
- アメデーオ[1]
- グリエルモ[1]

トンマーゾ3世とフィリッポ1世は治世の大半の1268年から1182年まで対立を続けた。トンマーゾ3世の結婚は、物事を修正しフィリッポ1世にトンマーゾ3世をサヴォイア伯の継承者として受け入れさせるためのものであったが、不首尾に終わった。トンマーゾ3世はトンマーゾ2世の長男であり、サヴォイア家においては系譜的には上位の家系の祖となった。フィリップ1世は遺言において、姪エレオノール・ド・プロヴァンスとその息子イングランド王エドワード1世をサヴォイアの継承者とした。
トンマーゾ3世は1282年にヴィエノワのドーファンであるアンベール1世と国境で争っていたとき致命傷を負い、死去した。